# Національний музей народознавства (Лісабон)
Національний музей народознавства ( порт. Museu Nacional de Etnologia) — етнологічний музей у Лісабоні, Португалія. Музей зберігає у своїх колекціях етнографічну спадщину Португалії. Містить близько півмільйона експонатів. 

## Колекція
Етнографічні колекції музею поділяються на дві окремі групи. Є колекція, зібрана співробітниками Національного музею народознавства, що датується заснуванням музею в 1962 році. Вона налічує 42 000 предметів, що репрезентують 80 країн і 5 континентів, з більшим акцентом на культури Африки, Азії та Південної Америки та традиційну португальську культуру .   
Друга колекція музею складається з 11 600 предметів із музею популярного мистецтва, зібраних у 1930-х та на початку 40-х років для пропагандистських виставок, що пропагувались режимом Нової Держави. Вони суттєво відрізняються від першої частини колекції Національного музею народознавства через меншу кількість наявної інформації про їх походження. 
Після передачі колекцій Музею популярного мистецтва у 2007 році до будівлі Національного музею народознавства, обидва музеї були об’єднані у 2012 році в єдиний музей - Національний музей народознавства / Музей популярного мистецтва. 
Окрім постійної експозиції доступні сховища музею, якщо попередньо забронювати екскурсію.

## Галерея

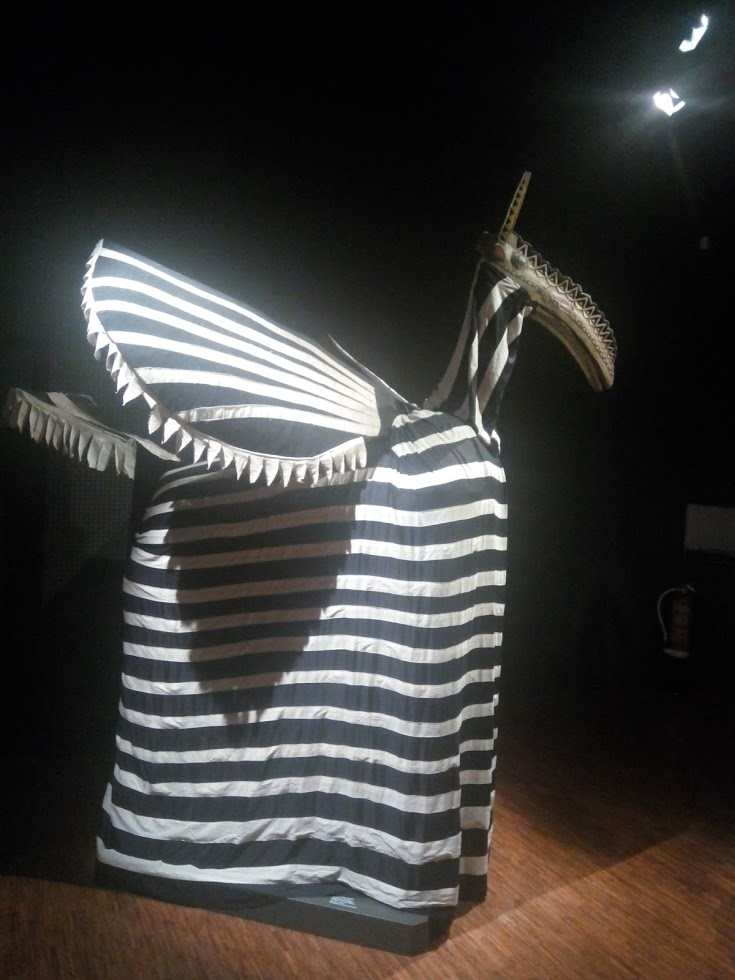
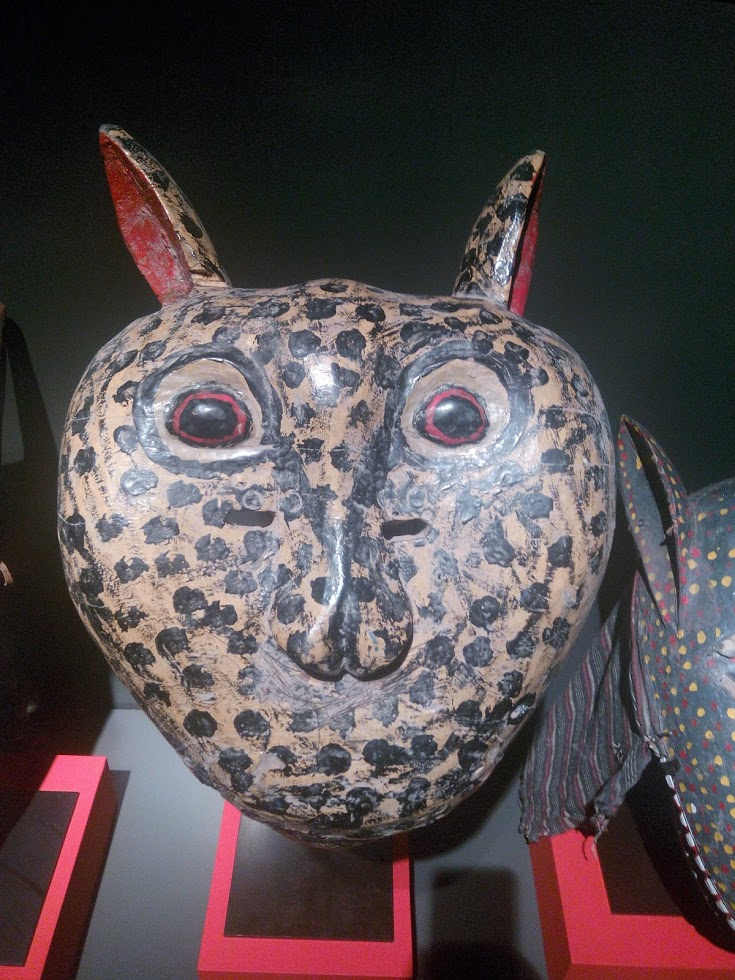
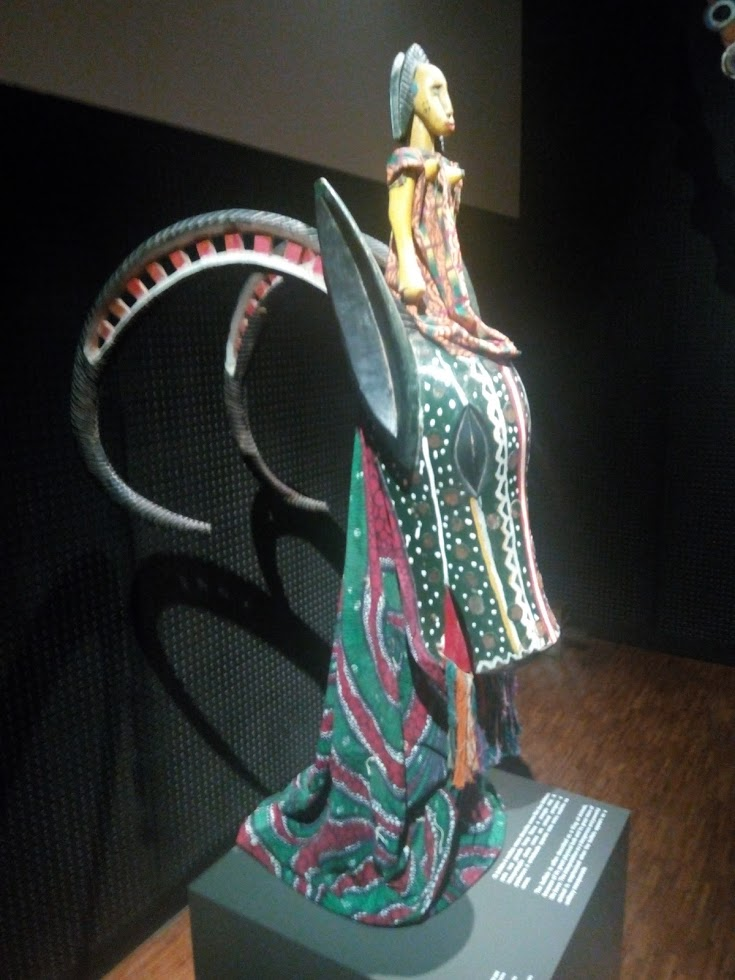
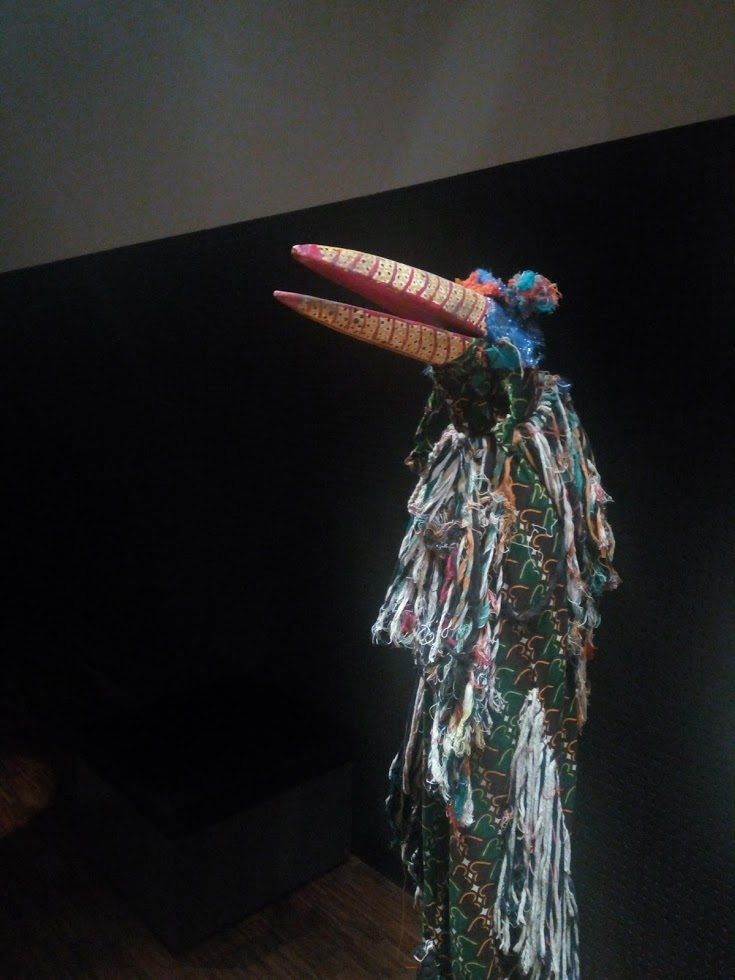
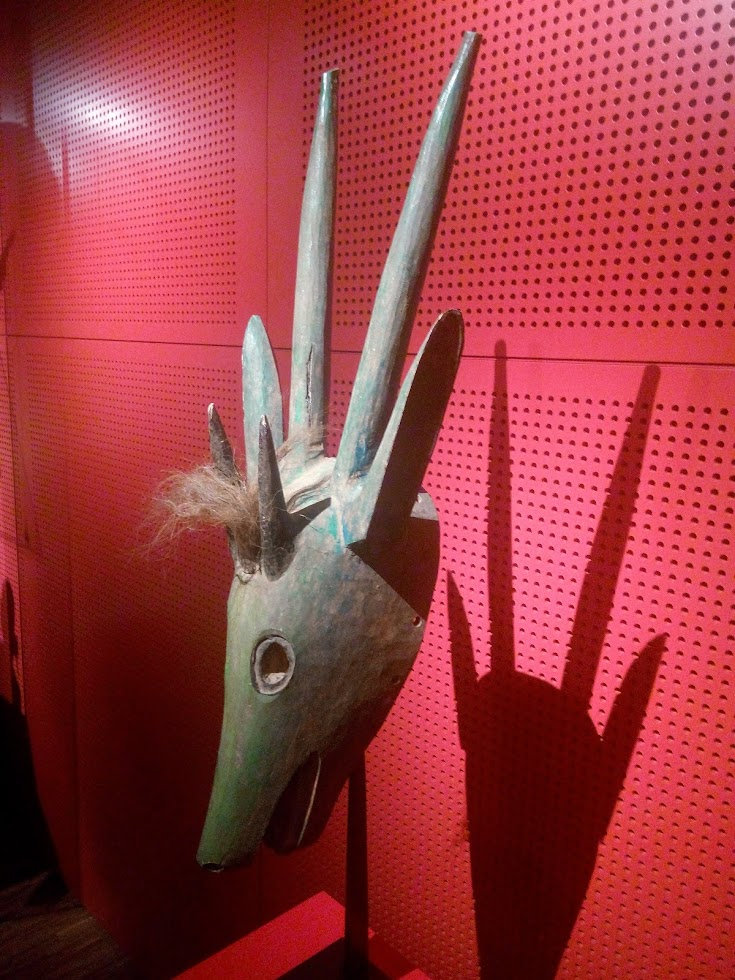
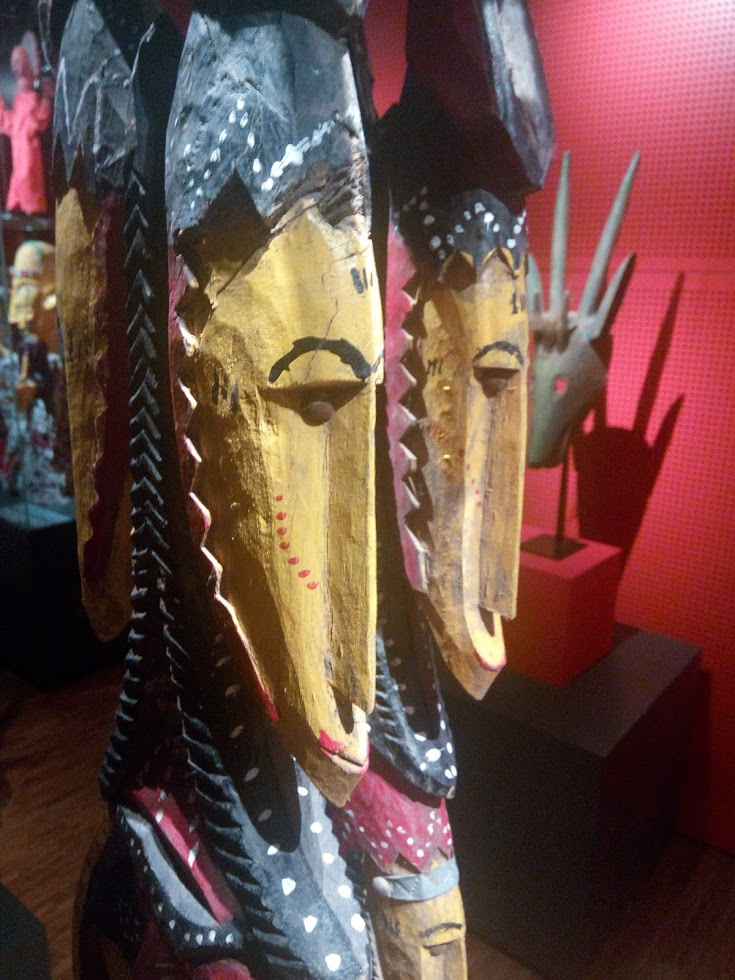
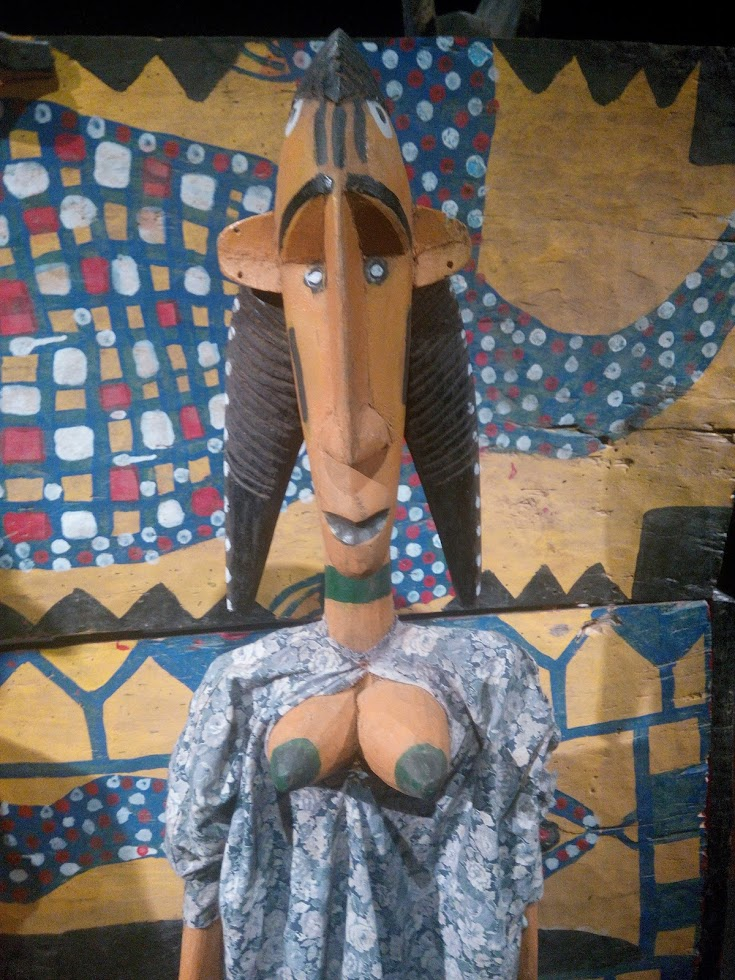
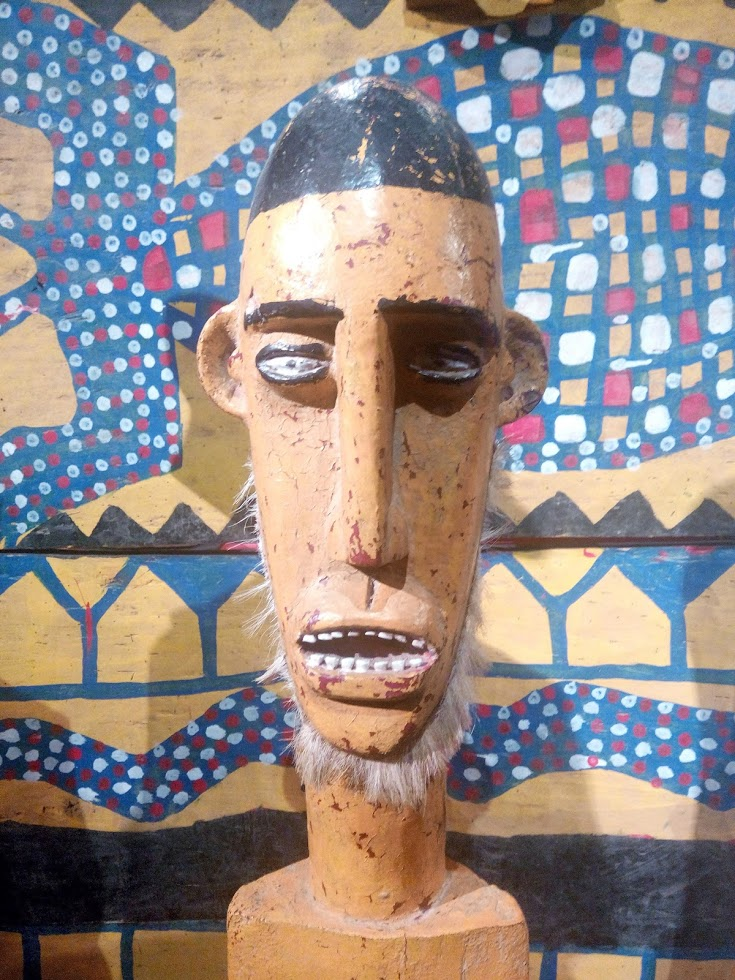
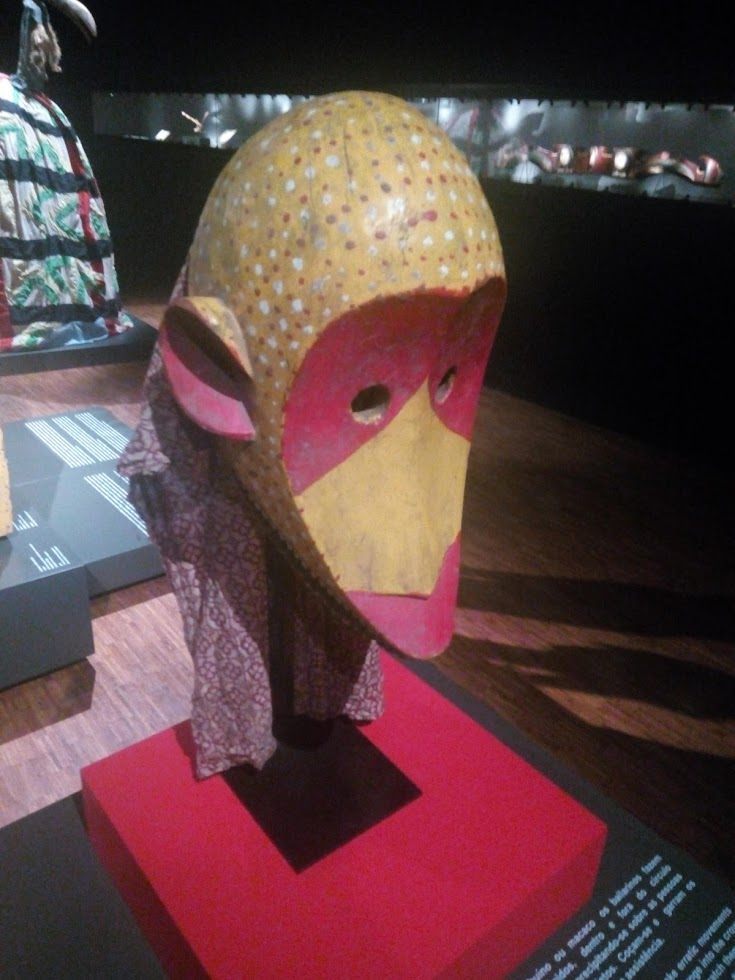
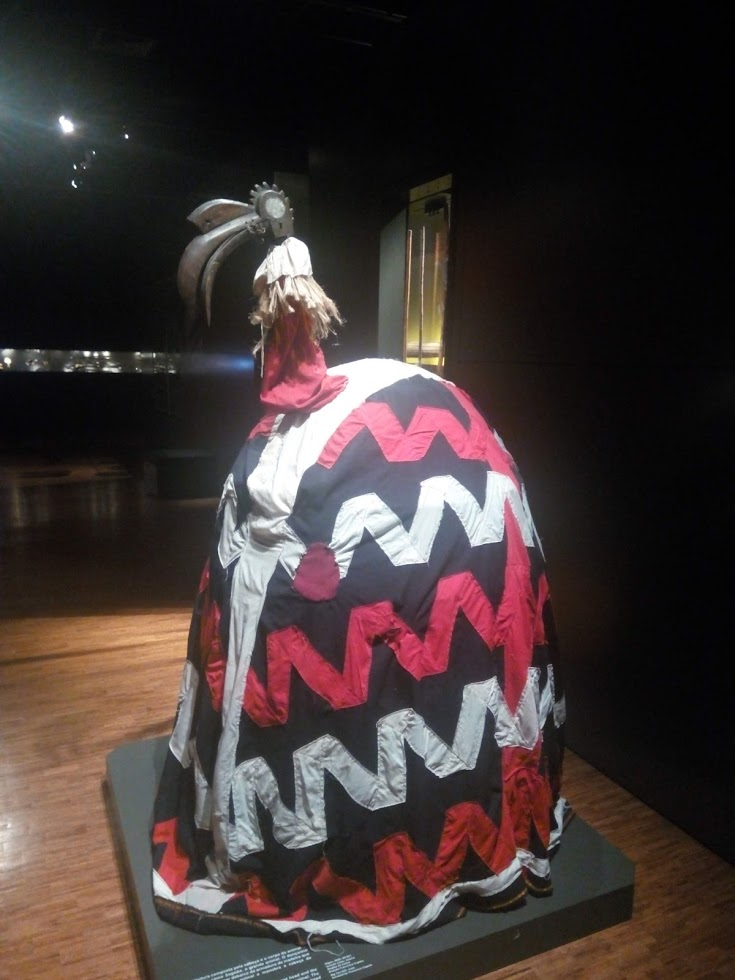
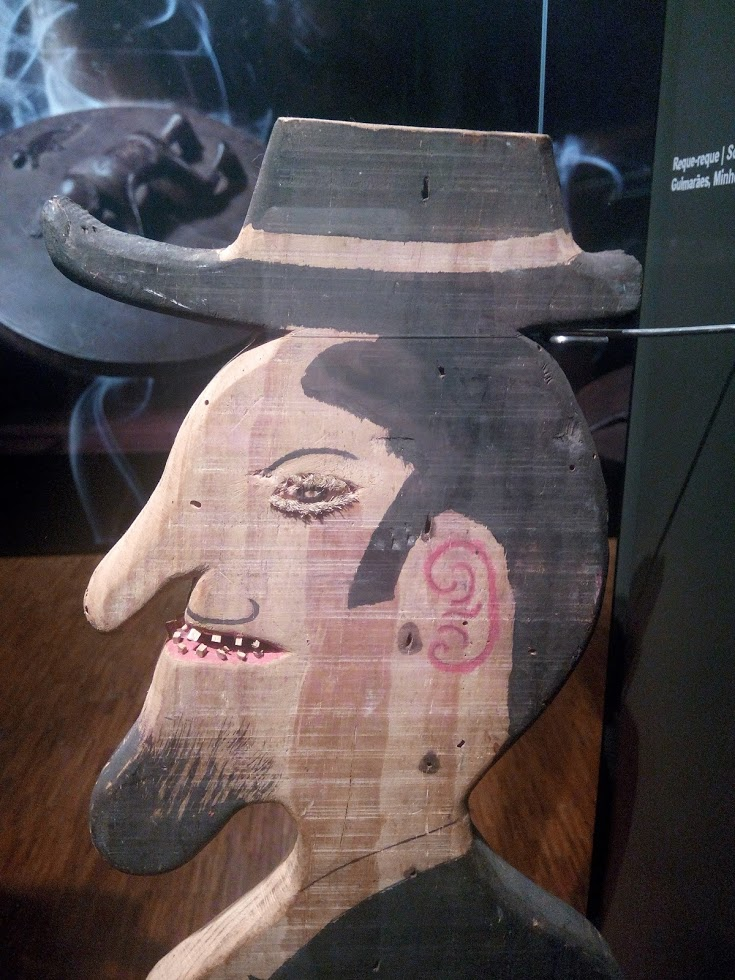
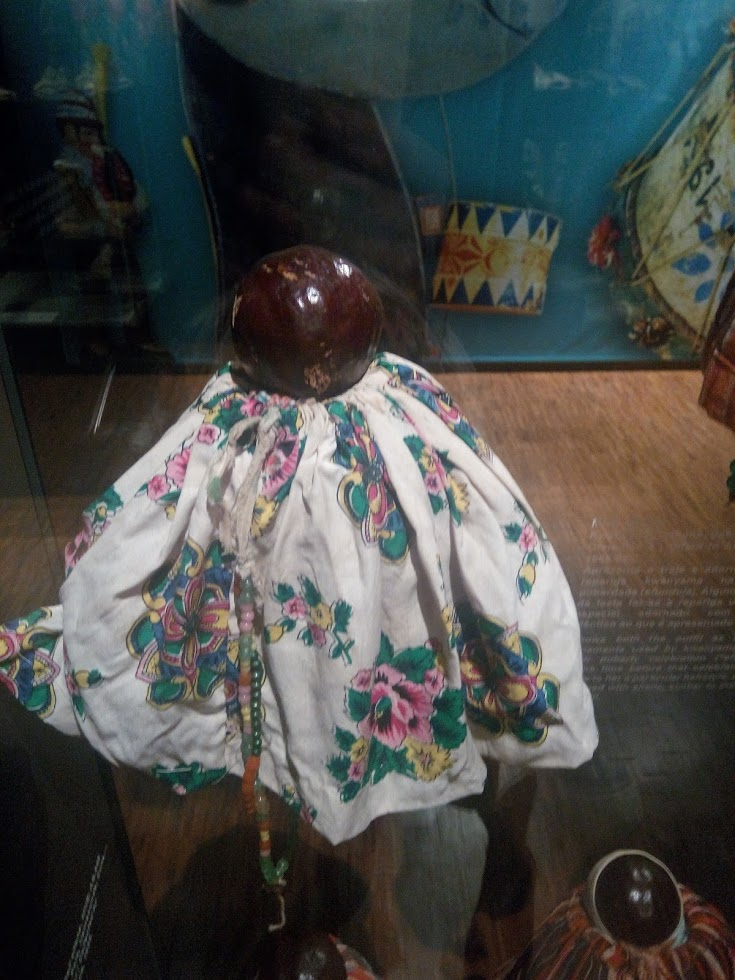
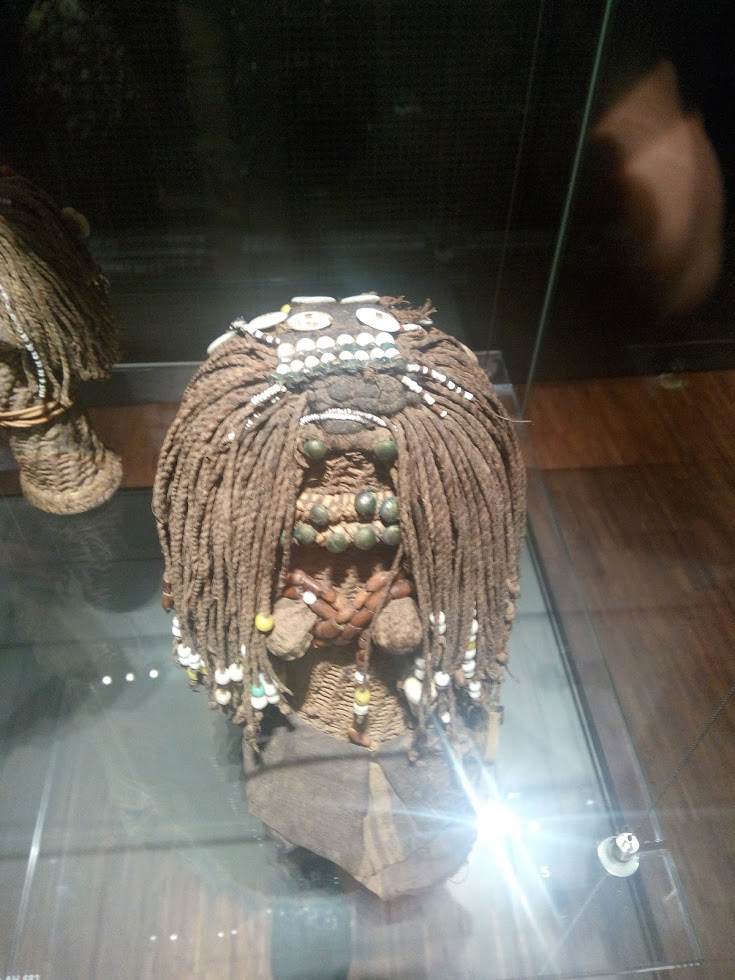
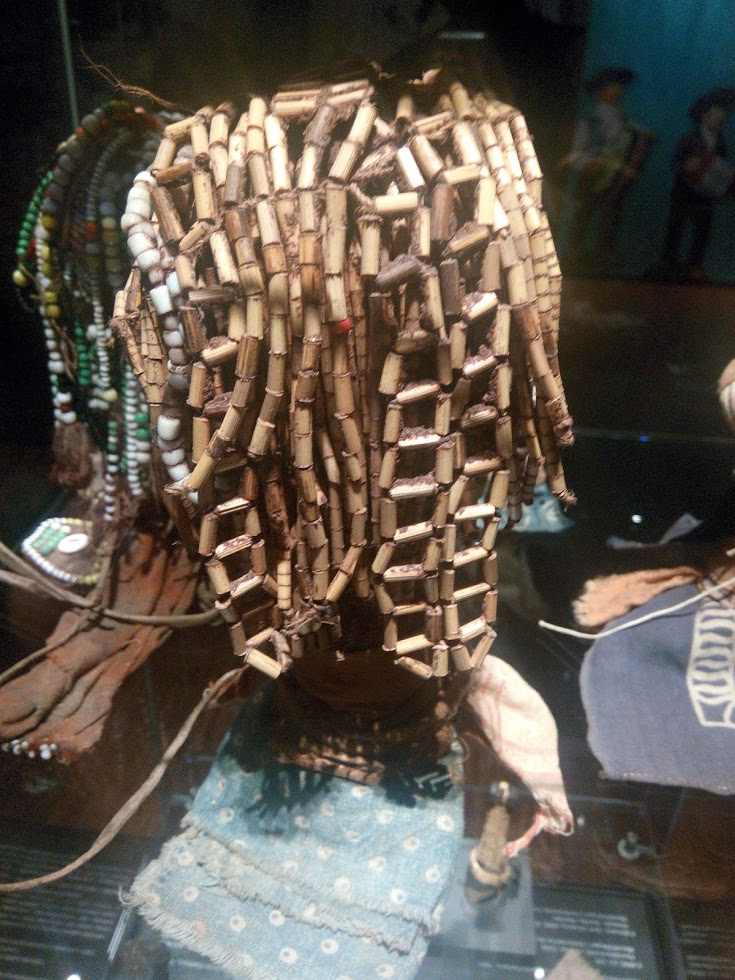
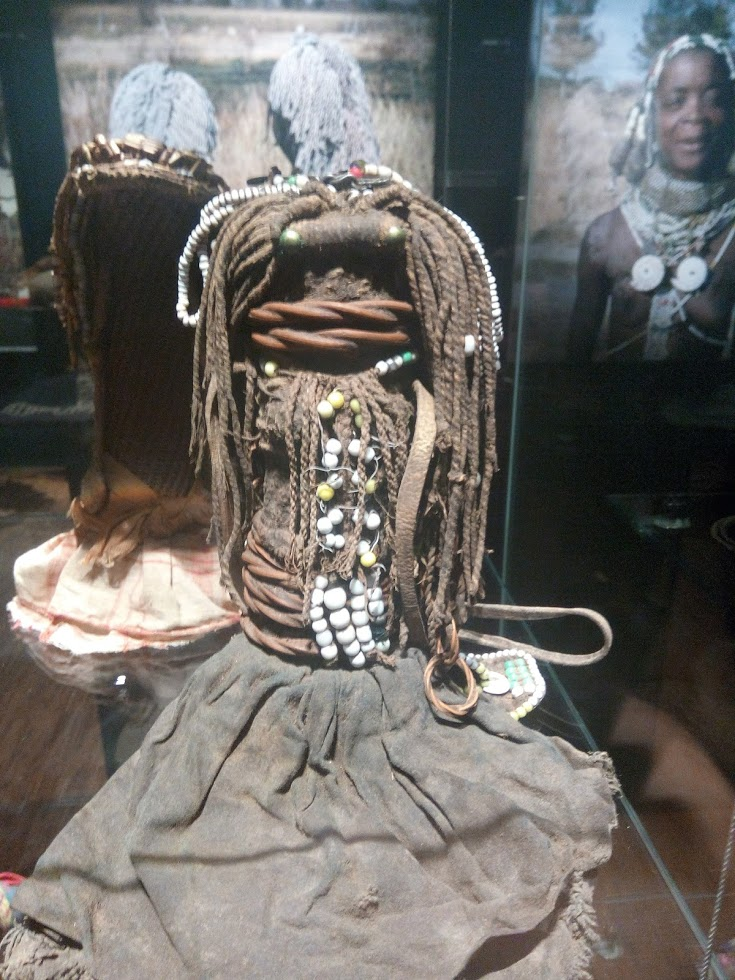
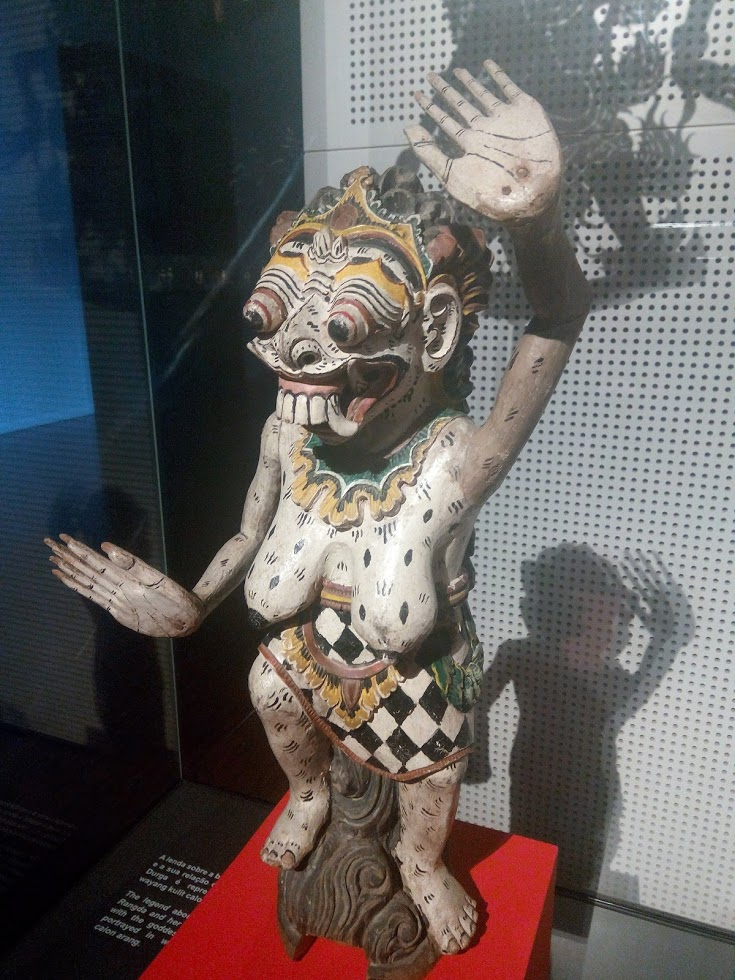
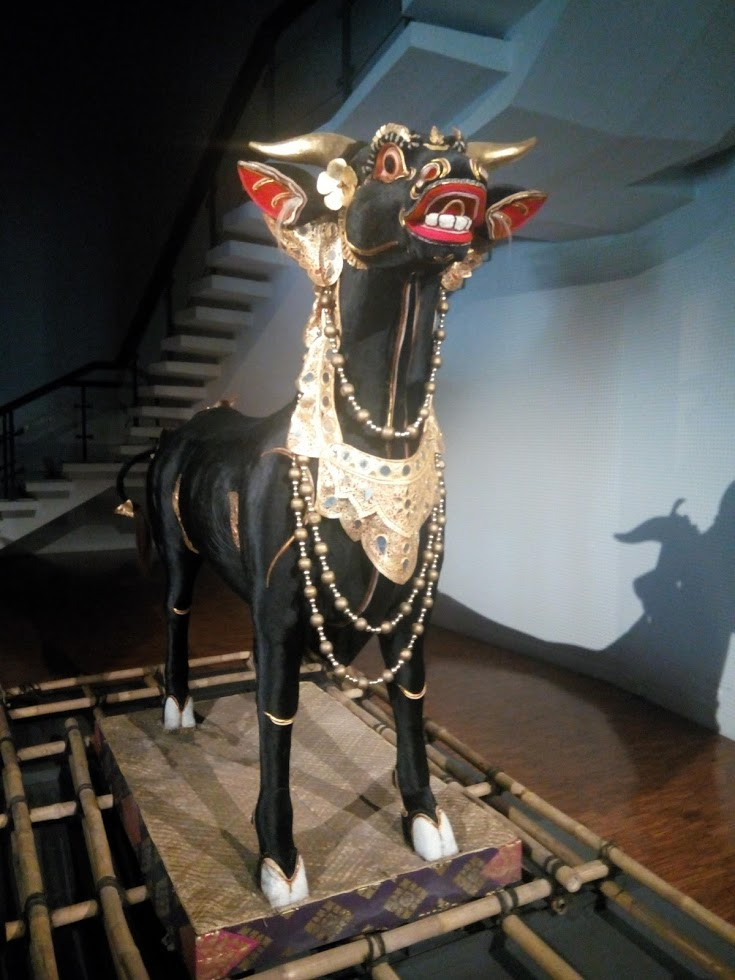